# Стычка в ночи
«Стычка в ночи» (англ. Clash by Night) — чёрно-белый кинофильм знаменитого немецкого режиссёра Фрица Ланга, снятый им в жанре драмы нуар в 1952 году, в период его работы в Голливуде.

## Сюжет
Молодая женщина Мэй (Барбара Стэнвик) возвращается в родной город после десятилетнего отсутствия. Тут живёт её брат (Кит Эндс), встречающийся с юной наивной девушкой (Мэрилин Монро). Он ловит рыбу на корабле, принадлежащем Джерри (Пол Дуглас), сыну эмигранта из Италии. После некоторого колебания Джерри начинает ухаживать за Мэй и даже делает ей предложение. На свою беду он знакомит её со своим другом Эрлом (Роберт Райан), киномехаником. Эрл и Мэй интересуются друг другом, однако их взгляды на жизнь столь резко расходятся, что поначалу они относятся друг к другу с явной антипатией.

## В ролях
- Барбара Стэнвик — Мэй Дойл Д’Амато
- Пол Дуглас — Джерри Д’Амато
- Роберт Райан — Эрл Пфайффер
- Мэрилин Монро — Пегги
- Дж. Кэррол Нэш — дядя Винс
- Кит Эндс — Джо Дойл
- Сильвио Минчиотти — папа Д’Амато
- Тони Мартин — певец (голос)